# CS Dinamo Bucuresti (kvindehåndbold)
CS Dinamo Bucuresti er en rumænsk håndboldklub, hjemmehørende i Bukarest, Rumænien. Klubben spiller i den rumænske førstedivsion, men rykker op i Liga Nationala i sæsonen 2017/18.